# درگیری قطیف
درگیری قطیف، مرحله معاصر تنش‌های فرقه‌ای و خشونت در شرق عربستان سعودی بین مسلمانان شیعه عرب و اکثریت عرب سنی است که از اوایل قرن بیستم، بر عربستان سعودی، حکومت می‌کنند. این درگیری شامل ناآرامی‌های مدنی است که از زمان خیزش ۱۹۷۹، اعتراضات طرفدار دموکراسی و حقوق بشر و نیز حوادث مسلحانه بوده که گاه به گاه به طور پراکنده رخ داده است و در سال ۲۰۱۷، به عنوان بخشی از ناآرامی‌های ۲۰۱۷–۲۰۲۰ قطیف افزایش یافت.